# Cronologia Perioadei Heian
Acest articol prezintă o cronologie a Perioadei Heian din Japonia (794-1185).

## Cronologia Perioadei Heian (794-1185)
794 - Curtea imperială și capitala sunt mutate la Heiankyo (denumirea veche a orașului Kyoto).
803 - Sakanouye Tamuramaro alungă în cele din urmă populația ainu înspre nord și reușește ridicarea de garnizoane la Izawa și Shiba în nordul provinciei Mutsu. Pentru aceasta realizare ii este acordat, pentru prima dată în istoria Japoniei, titlul de Sei-i-Tai-Shogun ("Generalul care ii înfrânge pe barbari").
805 - Datorită faptului că impozitele ce apasă agricultorii obișnuiți pentru campaniile militare în nord-est și pentru construirea capitalei sunt insuportabile, consilierii tronului căută soluții de a anula dările personale și taxele neplătite.
Saicho (Dengyo Daishi) pune bazele budismul Tendai. Aceasta sectă este acceptată de către guvern pentru că este dispusă să nu se implice în politică. Pe muntele Hiei (la nord de Kyoto) este întemeiat templul Enryakuji al sectei Tendai.
806 - Kukai (Kobo Daishi) întemeiază budismul Shingon. El întemeiază un templu pe muntele Koya în provincia Kii (astăzi prefectura Wakayama). Heizei devine împărat până în anul 809.
809 - Saga devine împărat.
810 - Fostul împărat Heizei conspiră pentru a redobândi tronul dar planurile lui sunt deconspirate.
812 - Dobânda pentru agricultori la împrumutul orezului este redusă. 
813 - Împăratul Saga afirmă că o bună guvernare depinde de literatură și că progresul depinde de cunoștințe.
820 - „Konin-kyaku” și „Konin-shiki” (amândouă compilări legale) sunt puse în circulație. Kyaku sunt reglementări emise ad-hoc pentru a întâmpina schimbările în societate și a modifica sau a înlocui codificările din Codul Taika care nu mai sunt valabile. Shiki sunt hotărâri care completează codificările.
822 - Templul Enryakuji este autorizat să oficieze ceremonii de hirotonisire, astfel curmând monopolul deținut de templele din Nara.
823 - Saga abdică în favoarea fratelui său mai tânăr, Junna, care devine împărat până în anul 833.
833 - Nimmyo devine împărat până în anul 850, când moare.
850 - Montoku devine împărat până în anul 858, când moare.
858 - Seiwa devine împărat la vârsta de nouă ani până în anul 876. Fujiwara Yoshifusa (bunicul lui Seiwa) devine primul regent Fujiwara până în anul 872. Toti regenții Fujiwara au funcția de Sessho ori Kampaku sau amândouă. Familia Minamoto, cunoscută și sub numele de Seiwa Genji, este descendentă a lui Tsunemoto, un nepot al împăratului Seiwa.
873 - Fujiwara Mototsune devine regent până în anul 891.
876 - Yozei devine împărat titular. 
884 - Yozei este forțat să abdice. Koko devine împărat titular.
887 - Koko moare. Uda devine împărat titular.
889-897 - Era Kampyo.
897 - Uda abdică în favoarea fiului său, Daigo, care devine împărat titular până în anul 930.
901-922 - Era Engi.
902 - Se dorește reluarea sistemului de repartizare a pământului în funcție de numărul membrilor din familie. Sistemul nu a fost impus din cauza imposibilității de a-l administra în mod eficient. Decretul este în general ignorat în timp ce agricultorii arendează sau vând pământul lor (cu acordul funcționarilor locali) și merg să muncească pe marile proprietăți pentru a scăpa de povara taxelor asociată deținerii de pământ.
930 - Suzaku devine împărat titular până în anul 946. Fujiwara Tadahira devine regent până în anul 949.
940 - După cinci ani de insurecție Taira Masakado este omorât în provincia Shimosa. La un moment dat în timpul revoltei, Taira Masakado chiar trimite o scrisoare lui Fujiwara Tadahira în care se autodeclară împărat. (Aceasta arată puterea în continuă creștere a familiilor bogate și cu pământuri din provincii.)
946 - Murakami devine împărat titular până în anul 967.
967 - Reizei devine împărat titular până în anul 969. Fujiwara Saneyori devine regent până în anul 970.
968 - Minamoto Mitsunaka își denunță ruda Takaaki pentru că a pus la cale o revoltă, astfel „Complotul Anna” nereușind. În schimb, familia Fujiwara ajută familia Minamoto să crească în putere și popularitate.
969 - Enyu devine împărat titular până în anul 984.
970 - Fujiwara Koretada devine regent până în anul 972.
972 - Fujiwara Kanemichi devine regent până în anul 977.
977 - Fujiwara Yoritada devine regent până în anul 986.
984 - Kazan devine împărat titular până în anul 986.
986 - Ichijo devine împărat titular până în anul 1011. Fujiwara Kaneiye devine regent până în anul 990.
990 - Fujiwara Michitaka devine regent până în anul 995.
995 - Fujiwara Michikane devine regent (el a murit după numai șapte zile în această funcție).
996 - Fujiwara Michinaga devine regent până în anul 1017, cu toate că neoficial până în anul 
1016.
1011 - Sanjo devine împărat titular.
1016 - Sanjo abdică. Go-Ichijo devine împărat. 
1017 - Fujiwara Yorimichi devine regent până în anul 1068. Minamoto Yorinobu din provincia 
Kawachi întemeiază familia Kawachi Genji.
1019 - „Genji Monogatari” („Povestirile lui Genji„) de Murasaki Shikibu este terminat.
1028 - Taira Tadatsune conduce o revoltă în estul Japoniei în provinciile Kazusa, Shimosa și Awa în timp ce încearcă să-și extindă teritoriul de sub controlul său.
1031 - După trei ani de insurecție, Taira Tadatsune se predă înaintea unui atac plănuit de familia Minamoto și condus de Minamoto Yorinobu (la ordinele guvernului central).
1036 - Go-Ichijo moare. Go-Suzaku devine împărat până în anul 1045, când moare.
1045 - Go-Reizei devine împărat.
1050 - Minamoto Yoriyoshi este numit de către guvernul central guvernator și comandant al 
provinciei Mutsu din nordul țării. Când este numit în funcție este însărcinat cu înfrângerea familiei Abe care, sub Abe Toritoki, percepeau impozite și confiscau pământ după plac. (Acesta este începutul Razboiului timpuriu de nouă ani.)
1062 - Familia Abe este în cele din urmă înfrântă în provincia Mutsu după ce Abe Sadato este ucis.
1068 - Go-Reizei moare. Go-Sanjo devine împărat. Fujiwara Norimichi devine regent până în anul 1075.
1073 - Go-Sanjo abdică. Shirakawa devine împărat titular și Go-Sanjo devine împărat în retragere. Împăratul în retragere (sau împăratul-călugar) își păstrează și după abdicare puterea efectivă.
1075 - Fujiwara Morozane devine regent până în anul 1094.
1083 - Minamoto Yoshiie este numit guvernatorul provinciei Mutsu și, cu ajutorul lui Fujiwara Kiyohira, conduce trupele pentru a pune capăt insurecției familiei Kiyowara. (Acest război va dura trei ani și este numit Razboiul târziu de trei ani - cu toate ca victoriile decisive nu vor fi decât în anul 1087).
1087 - Shirakawa abdică în favoarea fiului său, Horikawa, care devine împărat titular. Shirakawa devine împărat în retragere.
1091 - Datorită succeselor militare ale lui Minamoto Yoshiie, puterea lui și proprietățile sale de pământ cresc foarte mult. Ca reacție, un decret este emis interzicând agricultorilor din toată țara să încredințeze pământurile lor lui și declară ca el nu poate fi însoțit în capitală de suita lui. Dar Minamoto Yoshiie și tovarășii lui se întorc în capitală după Războiul de trei ani și acesta își reia postul de comandant al pazei palatului și al escortei suveranului.
1094 - Fujiwara Moromichi devine regent până în anul 1099.
1099 - Fujiwara Moromichi moare după ce a fost blestemat de către călugării răzvrătiți, care au coborât din templele lor din munți și au creat probleme în capitală. (Călugării rebeli sunt înfrânți cu ajutorul lui Minamoto Yoshiie și al războinicilor săi.)
1105 - Fujiwara Tadazane devine regent până în anul 1121.
1107 - Horikawa moare. Fiul său, Toba, devine împărat titular. Shirakawa rămâne împărat în retragere.
1108 - Minamoto Yoshichika (fiul mai mare al lui Minamoto Yoshiie) este izgonit la Sanuki pentru o jignire adusă curții. El scapă și se reîntoarce în Izumo unde conduce o revoltă. Această revoltă este înăbușită de Taira Masamori care, după revoltă, se reîntoarce în capitală, unde îi este oferit un grad de curte și este lăudat de către împărat.
1121 - Fujiwara Tadamichi devine regent până în anul 1158.
1123 - Toba abdică în favoarea fiului său, Sutoku, care devine împărat titular. Shirakawa rămâne împărat în retragere.
1129 - Taira Tadamori (fiul lui Taira Masamori) înăbușe mai multe revolte și pirateria în Marea Interioară. (La fel ca tatăl său, primește în schimb un grad de curte. Nu cu mult timp înainte, nu s-ar fi auzit ca un ofițer militar să primească un grad de curte.) Shirakawa moare. Toba devine împărat în retragere.
1142 - Sutoku abdică. Konoe devine împărat titular. Toba rămâne împărat în retragere.
1153 - Taira Tadamori moare. Taira Kiyomori devine șeful clanului Taira.
1155 - Konoe moare și încep disputele pentru tron între suporterii lui Go-Shirakawa și ai lui Sutoku. Go-Shirakawa devine împărat titular. Toba rămâne împărat în retragere.
1156-1158 - Era Hogen.
1156 - Fujiwara Yorinaga strânge o sută de războinici (conduși de Minamoto Tameyoshi, șeful clanului Minamoto și, împreună cu Sutoku, pregătesc apărarea într-un palat din capitală. Fujiwara Tadamichi (fratele lui Fujiwara Yorinaga), împreună cu Go-Shirakawa, strânge mult mai mulți războinici din ambele clanuri Minamoto și Taira. În bătălia ce urmează, Fujiwara Yorinaga este omorât. Taira Kiyomori devine favoritul curții imperiale și sfătuitorul ei, în timp ce Minamoto Tameyoshi este condamnat la moarte. 
1158 - Go-Shirakawa abdică. Nijo devine împărat titular. Go-Shirakawa devine împărat în retragere. Fujiwara Motozane devine regent până în anul 1166.
1160 - Minamoto Yoshitomo (fiul lui Minamoto Tameyoshi) și Fujiwara Nobuyori conspiră să răstoarne guvernul când Taira Kiyomori părăsește capitala în vacanță. Cu aproximativ 500 de oamenii bine înarmați, ei îi răpesc pe Nijo și pe Go-Shirakawa și omoară mulți alții. Fujiwara Nobuyori se proclamă cancelar. Taira Kiyomori se reîntoarce în capitală și ridică o armată, iar apoi îi ajută pe împărat și pe fostul împărat să scape din palat. După săptămâni de lupte revolta este înfrântă (cu ajutorul călugărilor înarmați de pe muntele Hiei). Fujiwara Yoshitomo este trădat și ucis de către un om din suita lui, și singurii bărbați Minamoto care au mai rămas din familie sunt fiii săi Yoritomo, Noriyori, și Yoshitsune. 
1165 - Nijo moare. Rokujo devine împărat titular. Go-Shirakawa rămâne împărat în retragere.
1166 - Fujiwara Motofusa devine regent până în anul 1179.
1168 - Rokujo abdică (cu toate că de fapt el este schimbat de catre Go-Shirakawa). Takakura devine împărat titular. Go-Shirakawa rămâne împărat în retragere. Mama lui Takakura este cumnata lui Taira Kiyomori, deci puterea și prestigiul familiei Taira cresc rapid.)
1175 - Honen Shonin pune bazele budismului Jōdo (Pamantul Pur).
1177 - Mai mulți membri ai clanului Fujiwara (cu toate că nici unul important) complotează să-l asasineze pe Taira Kiyomori. Taira Kiyomori afla acest lucru și ii ucide pe majoritatea conspiratorilor, inclusiv un călugăr. (Acest episod se numește afacerea Shishigatani.)
1177 - Aproape o treime din capitală este distrusă de un incendiu. Mii de oamenii își pierd viața.
1179 - Fujiwara Motomichi devine regent până în anul 1183.
Decembrie 1179 - Taira Kiyomori intră în capitală cu câteva mii de războinici ca represalii împotriva confiscării de către Go-Shirakawa a câtorva proprietăți ale familiei Taira la începutul anului (cei doi s-au urât dintotdeauna, aceasta fiind doar ultima picatură). Go-Shirakawa este arestat la domiciliu și mulți importanți funcționari guvernamentali sunt alungați sau degradați.
1180-1185 - Războiul Genpei („Gen” de la „Genji” sau Minamoto, și „Hei” de la „Heike” sau Taira)
Ianuarie 1180 - Takakura abdică după ce a văzut cum s-a purtat Taira Kiyomori cu Go-Shirakawa. Antoku (nepotul lui Taira Kiyomori și având numai doi ani) devine împărat titular. Go-Shirakawa rămâne împărat în retragere. Taira Kiyomori devine conducătorul de fapt al statului.
Mai 1180 - Minamoto Yorimasa (până acum un membru respectat al guvernului, deoarece s-a abținut să ia partea familiei Minamoto împotriva lui Taira Kiyomori și a familiei Taira) complotează să-i înlăture pe Antoku și pe Taira Kiyomori de la putere. Minamoto Yorimasa îl instalează pe prințul Mochihito, fiul lui Go-Shirakawa, la tron. Mochihito cere în mod public înlăturarea familiei Taira. Taira Kiyomori respinge complotul și în timp ce Mochihito încearcă să scape, este capturat și ucis; Minamoto Yorimasa este rănit și se sinucide prin seppuku în templul lui Amida Buddha (fosta moșie a clanului Minamoto, actualmente complexul budist Byodo-In).
Iunie 1180 - Taira Kiyomori îi forțează pe împărați (cel titular și cel în retragere) să-și mute reședința la Fukuwara, afară din Kyoto. Se iau măsuri de precauție pentru a muta mai târziu și anumite funcții guvernamentale acolo. Planul eșuează și întreaga curte se reîntoarce în capitală șase luni mai târziu.
August 1180 - Templele Tōdai-ji și Kofukuji din Nara sunt atacate și arse din ordinele lui Taira Kiyomori (poate, în parte, de frica armatelor templelor). Minamoto Yoritomo (care a fost exilat la Izu, sub supravegherea lui Hojo Tokimasa, însărcinat de Taira Kiyomori, din anul 1160) ridică la revoltă un grup mic de suporteri, atacă și îi înfrânge pe funcționarii familiei Taira din Izu. (Mai devreme l-a câștigat pe Hojo Tokimasa de partea sa și și-a căsătorit fata, Masako, cu el.)
Septembrie 1180 - Minamoto Yoritomo conduce un corp mic de armata afară din Izu. Ei pretind că răspund chemării curții imperiale de a pedepsi familia Taira. Forțele familiei Taira înfrâng trupele lui Minamoto Yoritomo în bătălia de la Ishibashiyama. Minamoto Yoritomo și oamenii lui se împrăștie și se adăpostesc în munții Hakone.
Noiembrie 1180 - Minamoto Yoritomo cu o armată numeroasă formată din mai multe provincii estice înaintează spre Fujikawa, provincia Suruga. Forțele Taira sunt trimise din nou în întimpinarea lor. Forțele Taira sunt surprinse de un atac prin spate în timpul nopții din partea unui presupus aliat și se retrag. Minamoto Yoritomo nu îi urmărește dar rămâne și își întărește pozițiile.
1180 - Minamoto Yoritomo stabilește un minister care reglementează chestiunile militare - privilegiile, obligațiile, proprietățile și gradele. (Trebuie menționat că la începutul perioadei medievale, cuvântul "samurai" nu a fost termenul folosit pentru orice luptător, ci un rang înalt rezervat numai unor anumiți războinici.)
Februarie 1181 - Forțele Taira înfrâng trupele conduse de Minamoto Yukiie (unchiul lui Minamoto Yoritomo) în provincia Mino.
Martie 1181 - Taira Kiyomori moare iar problemele statului sunt lăsate în mâinile fiului său, Taira Munemori (un om lipsit de talent politic). Forțele Taira sunt înfrânte de către Minamoto Yukiie în bătălia de la râul Sunomata.
August 1181 - Guvernul emite un ordin cerând pacificarea provinciilor nordice (Hokurikudo) unde familia Minamoto se răscula. Oricum, în toamnă, trupele Taira trimise în provincia Echizen au fost înfrânte de către Minamoto Yoshinaka, vărul lui Minamoto Yoritomo.
1182 - Foametea afectează provinciile vestice și slăbește moralul oamenilor din capitală. Pretutindeni foametea a fost așa de acută încât a dus la întreruperea războiului Genpei în acest an.
1183 - Fujiwara Moroiye devine regent până în anul 1184.
Martie 1183 - Minamoto Yoritomo îl atacă pe Minamoto Yoshinaka pentru că nu avea încredere în puterea în creștere și succesul lui. Ei ajung la o înțelegere și luptele se opresc.
Aprilie și Mai 1183 - Taira Koremori atacă și cucerește provincia Echizen și intră în posesia multelor fortărețe ale lui Minamoto Yoshinaka.
Mai 1183 - Minamoto Yoshinaka reușește să recaptureze provincia Echizen și îl înfrânge pe Taira Koremori în bătălia de la Tonamiyama din provincia Etchu (câteodată numită bătălia de la trecătoarea Kurikara).
Iunie 1183 - Minamoto Yoshinaka se îndreaptă spre Kyoto dinspre nord în timp ce Minamoto Yukiie amenința orașul dinspre est.
August 1183 - Go-Shirakawa scapă din Kyoto (unde era încă în arest la domiciliu, ordin dat de Taira Kiyomori la sfârșitul anului 1179) și se refugiază pe muntele Hiei. Împăratul și escorta lui merg la o mânăstire în periferia orașului. 
Familia Taira abandonează capitala și scapă cu fuga spre vest cu împăratul Antoku, mama lui, și câțiva slujitori, luând de asemenea și însemnele imperiale. Go-Shirakawa este escortat în capitală de către Minamoto Yoshinaka și îi poruncește lui Minamoto Yoshinaka să înfrângă armata lui Taira Munemori. (Minamoto Yoshinaka preferă să-l atace Minamoto Yoritomo, de care se teme și pe care îl urăște, dar Go-Shirakawa îl convinge să-și îndrepte eforturile spre familia Taira.)
Septembrie 1183 - Forțele Taira ajung în Kyushu și instalează temporar curtea la Dazaifu. Revoltele locale îi alungă și se deplasează la Yashima, Shikoku (acum Takamatsu) de partea cealaltă a Golfului Kojima în provincia Bizen.
Noiembrie 1183 - Minamoto Yoshinaka urmărește familia Taira, dar este înfrânt de către trupele Taira în Mizushima la granița dintre provinciile Bitchu și Bizen.
Minamoto Yoshinaka conspiră cu conducătorii Taira și Fujiwara pentru a ocupa capitala, îl capturează pe Go-Shirakawa și înființează un nou guvern în provinciile din nord. Go-Shirakawa îl informează despre complot pe Minamoto Yukiie care, la rândul lui, îi spune lui Minamoto Yoritomo.
Decembrie 1183 - Minamoto Yoshinaka sechestrează capitala și trupele sale pradă orașul. Minamoto Yukiie părăsește orașul cu oamenii săi și atacă familia Taira în provincia Harima, unde este înfrânt. Go-Shirakawa îi cere lui Minamoto Yoritomo să vină la Kyoto să-l înfrângă pe Minamoto Yoshinaka. Minamoto Yoritomo ignoră cererea considerând că este mai important să-și întărească poziția în provinciile estice. După cereri repetate, Minamoto Yoritomo își cheamă frații, Minamoto Yoshitsune și Minamoto Noriyori, să se îndrepte spre capitală și să înfrângă armata lui Minamoto Yoshinaka.
Începutul 1184 - Minamoto Yoshinaka atacă templul Hojoji și îl capturează pe Go-Shirakawa. Trimite, de asemenea, trupe la Ishikawa, în provincia Kawachi, să atace trupele lui Minamoto Yukiie care au ridicat o garnizoană acolo și amenințau capitala.
Martie 1184 - Trupele lui Minamoto Yoshitsune și ale lui Minamoto Noriyori se unesc în drum spre capitală. Minamoto Yoshinaka scapă cu fuga din oraș doar cu câțiva oameni. El este urmărit și ucis de trupele lui Minamoto Noriyori la Awazu în provincia Omi.
Minamoto Yoshitsune și Minamoto Noriyori conduc trupele afară din capitala spre Yashima pentru a ataca familia Taira și să-l salveze pe împărat. Între timp, familia Taira abandonează Yashima (cu împăratul) pe mare. Trupele Taira debarcă în Settsu și încep organizarea defensivei în timp ce pe împărat l-au lăsat pe o corabie lângă Wada Misaka.
Înainte ca trupele Taira să-și termine organizarea defensivei în Settsu sunt înfrânți de către trupele lui Minamoto Yoshitsune și Minamoto Noriyori. Ei se despart și încercuiesc forțele Taira care au mai rămas la Ichinotani. Forțele Taira sunt învinse, conducătorii sunt uciși sau capturați, și numai câteva sute sunt în stare să se retragă cu corăbiile la Yashima (cu împăratul și însemnele imperiale).
Septembrie 1184 - Minamoto Noriyori pleacă din Kamakura să atace forțele Taira la ordinele lui Minamoto Yoritomo. Minamoto Yoritomo rămâne în Kamakura (după cum a făcut până acum) luând hotărârile strategice și confruntându-se cu problemele diplomatice dintre diferite familii războinice și conducătorii lor. Trupele lui Minamoto Noriyori ajung într-o situație critică în părțile îndepărtate ale provinciilor vestice datorită lipsei de hrană, provizii și corăbii.
Noiembrie 1184 - Minamoto Yoritomo îi aduce pe Oe Hiromoto și Miyoshi Yoshinobu (doi savanți și funcționari respectați) la Kamakura din Kyoto pentru a organiza Kumonjo (Ministerul Administrației) și Monchujo (Ministerul Informației). Monchujo servește ca și Curte de Apel, pune în vigoare reglementările penale și ține evidența juridică și cadastră.
1185 - Antoku este detronat. Go-Toba devine împărat titular la numai patru ani. Go-Shirakawa rămâne împărat în retragere. Fujiwara Motomichi devine regent până în anul 1186.
Martie 1185 - Minamoto Yoshitsune se îndreaptă spre vest pentru a-l ajuta pe Minamoto Noriyori. El trece în Shikoku cu numai câteva sute de oameni și atacă palatul din Yashima. Familia Taira, neștiind mărimea forței atacante, fuge la Dannoura, Strâmtoarea Shimonoseki, cu Antoku și însemnele imperiale.
Aprilie 1185 - Cu ajutorul funcționarilor și a corăbiilor din provincia Suo și a lui Miura Yoshizui, care cunoștea curenții de apă din Strâmtoarea Shimonoseki, Minamoto Yoshitsune urmărește forțele Taira. Taira sunt înfrânți în totalitate într-o bătălie pe mare la Dannoura. Antoku moare (la vârsta de șapte ani) și sabia imperială (una din cele trei însemne regale) este pierdută în mare. Acesta este sfârșitul domniei și supremației familiei Taira.